# Aberdeen (jezioro)
Aberdeen – jezioro w Kanadzie, położone na terenie terytorium Nunavut, 213 km na południe od koła podbiegunowego północnego. Zajmuje powierzchnię 1100 km2. Jest częścią łańcucha wydłużonych jezior (z zachodu na wschód: jeziora Beverly, Aberdeen i Schultz), które wraz z jeziorem Baker Lake tworzą dorzecze o powierzchni 2987 km², odprowadzające wodę do rzeki Thelon, zanim ta uchodzi do Zatoki Hudsona przez 160-kilometrową zatokę Chesterfield Inlet. W pobliżu jeziora nie ma stałych osad, najbliższa miejscowość, Baker Lake, jest położona 144 km na wschód od jeziora i jest jedyną osadą Inuitów w Nunavut położoną w głębi lądu. Jezioro Aberdeen zostało nazwane na cześć Johna Hamiltona-Gordona, markiza Aberdeen i Temair, przez geologa Josepha Tyrrella.